# Gephyroctenus philodromoides
Gephyroctenus philodromoides är en spindelart som beskrevs av Cândido Firmino de Mello-Leitão 1936. 
Gephyroctenus philodromoides ingår i släktet Gephyroctenus och familjen Ctenidae. Inga underarter finns listade i Catalogue of Life.